# Cersosimo
Cersosimo är en ort och kommun i provinsen Potenza i regionen Basilicata i Italien. Kommunen hade 622 invånare (2017).